# Torrmyrtjärnarna (norra)
Torrmyrtjärnarna (norra) är en sjö i Vindelns kommun i Västerbotten och ingår i Umeälvens huvudavrinningsområde.